# Sultan Azlan Shah Cup 2024
Navigation
Ipoh 2022 2025
La Sultan Azlan Shah Cup 2024 est la 30e édition de la Sultan Azlan Shah Cup. Le tournoi initialement prévu pour 2023 a été reporté d'un an en raison du calendrier chargé, il se tient du 4 au 11 mai 2024 à Ipoh, en Malaisie. Le tournoi comprend six équipes sur invitation.
La Malaisie, vainqueur de l'édition 2022, remet son titre en jeu pour la première fois.

## Équipes participantes
La liste des six équipes suivantes qui participent à la compétition:
| Équipe           | Apparition | Dernière apparition | Précédente meilleure performance |
| ---------------- | ---------- | ------------------- | -------------------------------- |
| Canada           | 10e        | 2019                | Quatrième: (1995, 1999, 2019)    |
| Japon            | 6e         | 2022                | Quatrième: (2022)                |
| Malaisie         | 30e        | 2022                | Champion: (2022)                 |
| Nouvelle-Zélande | 18e        | 2017                | Champion: (2012, 2015)           |
| Pakistan         | 22e        | 2022                | Champion: (1999, 2000, 2003)     |
| Corée du Sud     | 22e        | 2022                | Champion: (1996, 2010, 2019)     |

## Critères
En cas d'égalité de points de plusieurs équipes à l'issue des matchs de poule, les critères suivants sont appliqués dans l'ordre indiqué pour établir leur classement:
1. Points de chaque équipe,
2. Matchs gagnés,
3. Différence de buts,
4. Buts pour,
5. Plus grand nombre de points obtenus dans les matchs de poule disputés entre les équipes concernées,
6. Buts marqués en plein jeu.

## Premier tour
Toutes les heures correspondent à MST (UTC+8)
Légende :
- Tour pour les médailles
- Match pour la 5e place

| Rang | Équipe           | Pts | J | G | N | P | Bp | Bc | Diff |
| ---- | ---------------- | --- | - | - | - | - | -- | -- | ---- |
| 1    | Japon            | 13  | 5 | 4 | 1 | 0 | 12 | 5  | +7   |
| 2    | Pakistan         | 11  | 5 | 3 | 2 | 0 | 16 | 10 | +6   |
| 3    | Malaisie H T     | 9   | 5 | 3 | 0 | 2 | 18 | 13 | +5   |
| 4    | Nouvelle-Zélande | 7   | 5 | 2 | 1 | 2 | 17 | 13 | +4   |
| 5    | Corée du Sud     | 3   | 5 | 1 | 0 | 4 | 3  | 11 | -8   |
| 6    | Canada           | 0   | 5 | 0 | 0 | 5 | 8  | 22 | -14  |

| 4 mai 2024  | Nouvelle-Zélande | 7 - 1 | Canada           |
| 4 mai 2024  | Corée du Sud     | 1 - 2 | Japon            |
| 4 mai 2024  | Malaisie         | 4 - 5 | Pakistan         |
| 5 mai 2024  | Nouvelle-Zélande | 1 - 4 | Japon            |
| 5 mai 2024  | Corée du Sud     | 0 - 4 | Pakistan         |
| 5 mai 2024  | Canada           | 2 - 6 | Malaisie         |
| 7 mai 2024  | Canada           | 0 - 1 | Corée du Sud     |
| 7 mai 2024  | Pakistan         | 1 - 1 | Japon            |
| 7 mai 2024  | Malaisie         | 6 - 4 | Nouvelle-Zélande |
| 8 mai 2024  | Pakistan         | 5 - 4 | Canada           |
| 8 mai 2024  | Corée du Sud     | 1 - 4 | Nouvelle-Zélande |
| 8 mai 2024  | Japon            | 2 - 1 | Malaisie         |
| 10 mai 2024 | Nouvelle-Zélande | 1 - 1 | Pakistan         |
| 10 mai 2024 | Japon            | 3 - 1 | Canada           |
| 10 mai 2024 | Malaisie         | 1 - 0 | Corée du Sud     |

## Match pour la5eplace
| Match 16          | Corée du Sud                                                | 4 - 1   | Canada    |                                                                     |                                                                     |
| 11 mai 2024 16h00 | Kong Y.H. 15e · Lim D.H. 16e · Seo I.W. 17e · Jung H.H. 24e | (4 - 0) | 50e Sidhu | Arbitrage : Ben Grant Salim Lucky Arbitre vidéo : Ahmad Berhaumidin | Arbitrage : Ben Grant Salim Lucky Arbitre vidéo : Ahmad Berhaumidin |
| 11 mai 2024 16h00 | Rapport                                                     |         |           | Arbitrage : Ben Grant Salim Lucky Arbitre vidéo : Ahmad Berhaumidin | Arbitrage : Ben Grant Salim Lucky Arbitre vidéo : Ahmad Berhaumidin |

## Tour pour les médailles

### Match pour la3eplace
| Match 17          | Malaisie             | 2 - 3   | Nouvelle-Zélande                   |                                                                         |                                                                         |
| 11 mai 2024 18h15 | Azrai 3e · Fitri 60e | (1 - 2) | 5e Cosslett · 10e Elmes · 48e Lett | Arbitrage : Yaser Khurshid Hideki Kinoshita Arbitre vidéo : Salim Lucky | Arbitrage : Yaser Khurshid Hideki Kinoshita Arbitre vidéo : Salim Lucky |
| 11 mai 2024 18h15 | Rapport              |         |                                    | Arbitrage : Yaser Khurshid Hideki Kinoshita Arbitre vidéo : Salim Lucky | Arbitrage : Yaser Khurshid Hideki Kinoshita Arbitre vidéo : Salim Lucky |

### Finale
| Match 18          | Pakistan              | 2 - 2             | Japon                                 |                                                                    |                                                                    |
| 11 mai 2024 20h30 | Ajaz 34e · Rehman 37e | (0 - 1)           | 12e S. Tanaka · 47e Matsumoto         | Arbitrage : Deepak Joshi Sourabh Rajput Arbitre vidéo : Alex Miles | Arbitrage : Deepak Joshi Sourabh Rajput Arbitre vidéo : Alex Miles |
| 11 mai 2024 20h30 | Rapport               |                   |                                       | Arbitrage : Deepak Joshi Sourabh Rajput Arbitre vidéo : Alex Miles | Arbitrage : Deepak Joshi Sourabh Rajput Arbitre vidéo : Alex Miles |
| 11 mai 2024 20h30 | Rana · Arshad · Ammad | Tirs au but 1 - 4 | Kawabe · Ooka · S. Tanaka · Matsumoto | Arbitrage : Deepak Joshi Sourabh Rajput Arbitre vidéo : Alex Miles | Arbitrage : Deepak Joshi Sourabh Rajput Arbitre vidéo : Alex Miles |

## Classement final
| Rang               | Équipe           | J | V | N | P | BP | BC | +/- | Pts | Classement mondial FIH | Classement mondial FIH | Classement mondial FIH |
| Rang               | Équipe           | J | V | N | P | BP | BC | +/- | Pts | Avant                  | Après                  | +/-                    |
| ------------------ | ---------------- | - | - | - | - | -- | -- | --- | --- | ---------------------- | ---------------------- | ---------------------- |
| Médaille d'or      | Japon            | 6 | 4 | 2 | 0 | 14 | 7  | +7  | 14  | 16                     | 15                     | +1                     |
| Médaille d'argent  | Pakistan         | 6 | 3 | 3 | 0 | 18 | 12 | +6  | 12  | 15                     | 16                     | -1                     |
| Médaille de bronze | Nouvelle-Zélande | 6 | 3 | 1 | 2 | 20 | 15 | +5  | 10  | 10                     | 10                     | 0                      |
| 4                  | Malaisie H T     | 6 | 3 | 0 | 3 | 20 | 16 | +4  | 9   | 13                     | 13                     | 0                      |
| 5                  | Corée du Sud     | 6 | 2 | 0 | 4 | 7  | 12 | -5  | 3   | 11                     | 12                     | -1                     |
| 6                  | Canada           | 6 | 0 | 0 | 6 | 9  | 26 | -17 | 0   | 19                     | 20                     | -1                     |